# Coppa del mondo di triathlon del 1995
La Coppa del mondo di triathlon del 1995 (V edizione) è consistita in una serie di dieci gare.
Tra gli uomini ha vinto per la quarta volta consecutiva l'australiano Brad Beven. Tra le donne si è aggiudicata la coppa del mondo l'australiana Emma Carney.

## Risultati

### Classifica generale

#### Élite Uomini
| Pos. | Nome                 | Paese         |
| ---- | -------------------- | ------------- |
|      | Brad Beven           | Australia     |
|      | Ralf Eggert          | Germania      |
|      | Hamish Carter        | Nuova Zelanda |
| 4    | Philippe Fattori     | Francia       |
| 5    | Jean-Claude Guichard | Svizzera      |
| 6    | Nate Llerandi        | Stati Uniti   |
| 7    | Benjamin Sanson      | Francia       |
| 8    | Cameron Brown        | Nuova Zelanda |
| 9    | Richard Allen        | Regno Unito   |
| 10   | Olivier Marceau      | Francia       |

#### Élite donne
| Pos. | Nome                       | Paese         |
| ---- | -------------------------- | ------------- |
|      | Emma Carney                | Australia     |
|      | Isabelle Mouthon-Michellys | Francia       |
|      | Carol Montgomery           | Canada        |
| 4    | Gail Laurence              | Stati Uniti   |
| 5    | Sophie Delemer             | Francia       |
| 6    | Janet Hatfield             | Stati Uniti   |
| 7    | Katie Webb                 | Stati Uniti   |
| 8    | Kirstie Otto               | Canada        |
| 9    | Rina Bradshaw              | Australia     |
| 10   | Natasha Hilgeholt          | Nuova Zelanda |

### La serie
Gérardmer - Francia 
4 giugno 1995
| Pos. | Uomini        | Uomini    | Uomini   | Donne                      | Donne         | Donne    |
| Pos. | Atleta        | Paese     | Tempo    | Atleta                     | Paese         | Tempo    |
| ---- | ------------- | --------- | -------- | -------------------------- | ------------- | -------- |
|      | Brad Beven    | Australia | 02:09:36 | Carol Montgomery           | Canada        | 02:25:23 |
|      | Ralf Eggert   | Germania  | 02:10:58 | Isabelle Mouthon-Michellys | Francia       | 02:28:03 |
|      | Markus Keller | Svizzera  | 02:11:13 | Jenny Rose                 | Nuova Zelanda | 02:28:19 |

Derry - Regno Unito 
17 giugno 1995
| Pos. | Uomini           | Uomini        | Uomini   | Donne                      | Donne         | Donne    |
| Pos. | Atleta           | Paese         | Tempo    | Atleta                     | Paese         | Tempo    |
| ---- | ---------------- | ------------- | -------- | -------------------------- | ------------- | -------- |
|      | Brad Beven       | Australia     | 01:50:15 | Emma Carney                | Australia     | 02:01:21 |
|      | Hamish Carter    | Nuova Zelanda | 01:50:55 | Isabelle Mouthon-Michellys | Francia       | 02:03:23 |
|      | Philippe Fattori | Francia       | 01:51:57 | Jenny Rose                 | Nuova Zelanda | 02:04:19 |

San Sebastián - Spagna 
25 giugno 1995
| Pos. | Uomini        | Uomini        | Uomini   | Donne                      | Donne       | Donne    |
| Pos. | Atleta        | Paese         | Tempo    | Atleta                     | Paese       | Tempo    |
| ---- | ------------- | ------------- | -------- | -------------------------- | ----------- | -------- |
|      | Brad Beven    | Australia     | 01:51:16 | Emma Carney                | Australia   | 02:02:37 |
|      | Ralf Eggert   | Germania      | 01:51:46 | Isabelle Mouthon-Michellys | Francia     | 02:07:11 |
|      | Hamish Carter | Nuova Zelanda | 01:52:11 | Katie Webb                 | Stati Uniti | 02:08:09 |

Gamagōri - Giappone 
9 luglio 1995
| Pos. | Uomini        | Uomini        | Uomini   | Donne              | Donne       | Donne    |
| Pos. | Atleta        | Paese         | Tempo    | Atleta             | Paese       | Tempo    |
| ---- | ------------- | ------------- | -------- | ------------------ | ----------- | -------- |
|      | Brad Beven    | Australia     | 01:50:04 | Rina Bradshaw-Hill | Australia   | 02:05:42 |
|      | Hamish Carter | Nuova Zelanda | 01:50:27 | Clare Carney       | Regno Unito | 02:06:24 |
|      | Cameron Brown | Nuova Zelanda | 01:52:43 | Katie Webb         | Stati Uniti | 02:07:40 |

Drummondville - Canada 
6 agosto 1995
| Pos. | Uomini        | Uomini        | Uomini   | Donne                      | Donne     | Donne    |
| Pos. | Atleta        | Paese         | Tempo    | Atleta                     | Paese     | Tempo    |
| ---- | ------------- | ------------- | -------- | -------------------------- | --------- | -------- |
|      | Brad Beven    | Australia     | 01:42:39 | Emma Carney                | Australia | 01:53:12 |
|      | Hamish Carter | Nuova Zelanda | 01:43:18 | Isabelle Mouthon-Michellys | Francia   | 01:53:18 |
|      | Craig Walton  | Australia     | 01:45:04 | Sophie Delemer             | Francia   | 01:56:25 |

Cleveland - Stati Uniti d'America 
13 agosto 1995
| Pos. | Uomini         | Uomini      | Uomini   | Donne                      | Donne     | Donne    |
| Pos. | Atleta         | Paese       | Tempo    | Atleta                     | Paese     | Tempo    |
| ---- | -------------- | ----------- | -------- | -------------------------- | --------- | -------- |
|      | Leandro Macedo | Brasile     | 01:55:06 | Emma Carney                | Australia | 01:58:49 |
|      | Alec Rukosuev  | Stati Uniti | 01:55:21 | Isabelle Mouthon-Michellys | Francia   | 01:59:51 |
|      | Tony Deboom    | Stati Uniti | 01:56:01 | Carol Montgomery           | Canada    | 02:00:22 |

Ilhéus - Brasile 
16 settembre 1995
| Pos. | Uomini           | Uomini   | Uomini   | Donne            | Donne       | Donne    |
| Pos. | Atleta           | Paese    | Tempo    | Atleta           | Paese       | Tempo    |
| ---- | ---------------- | -------- | -------- | ---------------- | ----------- | -------- |
|      | Leandro Macedo   | Brasile  | 01:55:24 | Carol Montgomery | Canada      | 02:12:57 |
|      | Alexandre Manzan | Brasile  | 01:55:31 | Gail Laurence    | Stati Uniti | 02:13:46 |
|      | Ralf Eggert      | Germania | 01:57:18 | Janet Hatfield   | Stati Uniti | 02:15:14 |

Southampton - Bermuda 
24 settembre 1995
| Pos. | Uomini                    | Uomini   | Uomini   | Donne                      | Donne       | Donne    |
| Pos. | Atleta                    | Paese    | Tempo    | Atleta                     | Paese       | Tempo    |
| ---- | ------------------------- | -------- | -------- | -------------------------- | ----------- | -------- |
|      | Ralf Eggert               | Germania | 01:55:31 | Carol Montgomery           | Canada      | 02:06:21 |
|      | Andrew Macmartin          | Canada   | 01:55:43 | Isabelle Mouthon-Michellys | Francia     | 02:10:29 |
|      | Jean-Christophe Guinchard | Svizzera | 01:56:06 | Gail Laurence              | Stati Uniti | 02:10:52 |

Auckland - Nuova Zelanda 
8 ottobre 1995
| Pos. | Uomini            | Uomini        | Uomini   | Donne             | Donne         | Donne    |
| Pos. | Atleta            | Paese         | Tempo    | Atleta            | Paese         | Tempo    |
| ---- | ----------------- | ------------- | -------- | ----------------- | ------------- | -------- |
|      | Hamish Carter     | Nuova Zelanda | 01:50:47 | Janet Hatfield    | Stati Uniti   | 02:07:03 |
|      | Miles Stewart     | Australia     | 01:51:04 | Sophie Delemer    | Francia       | 02:08:06 |
|      | Nataniel Llerandi | Stati Uniti   | 01:51:53 | Natasja Hilgeholt | Nuova Zelanda | 02:08:56 |

Sydney - Australia 
15 ottobre 1995
| Pos. | Uomini            | Uomini      | Uomini   | Donne            | Donne       | Donne    |
| Pos. | Atleta            | Paese       | Tempo    | Atleta           | Paese       | Tempo    |
| ---- | ----------------- | ----------- | -------- | ---------------- | ----------- | -------- |
|      | Brad Beven        | Australia   | 01:47:57 | Emma Carney      | Australia   | 02:00:51 |
|      | Miles Stewart     | Australia   | 01:48:51 | Carol Montgomery | Canada      | 02:02:14 |
|      | Nataniel Llerandi | Stati Uniti | 01:49:07 | Janet Hatfield   | Stati Uniti | 02:05:25 |